# 다케다 레나
타케다 레나(武田玲奈, 1997년 7월 27일 ~ )는 일본의 모델, 배우이다.

## 활동
- popteen 3월호[1]

## 작품 목록
- 암살교실: 졸업편